# 新疆区域地理

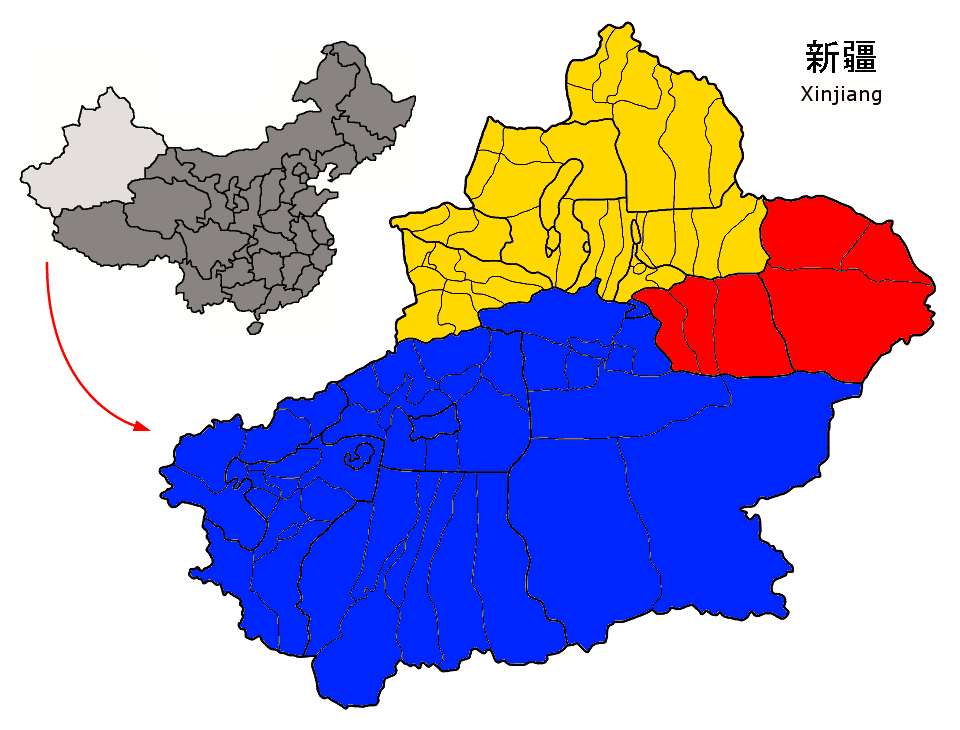
依现行行政区划区分的南疆、北疆、东疆，蓝色为南疆地区，黄色为北疆地区，红色为东疆地区。

新疆区域地理通常分为北疆、南疆、东疆三个地区。

## 划分
天山山脉是新疆地理上最重要的分界线，天山以北为北疆，以南为南疆，吐鲁番、哈密一带为东疆。

## 人口与资源
南疆、北疆和东疆三个地区的人口分布和族群差异较大。维吾尔族、汉族是新疆最主要族群，两者相加超过地区总人口的八成。维吾尔族聚居于南疆，汉族聚居于北疆。
现代研究者指出三个地区的人口、资源、经济水平和社会发展差异较大。1988年至2006年间，南疆的土地资源承载力大于经济资源、人口承载力。而南疆“实际人口数量一直是超载状况，人口压力较大”。2006年时，南疆人口为960.42万人。虽未超过土地资源容纳人数，但也接近极大值（约1078万人），同时已超过经济资源承载力的719.44万人、综合资源承载力的（约）899万人。1988年至2006年间，北疆的土地资源承载力远大于经济资源、人口承载力。2006年时，北疆人口976.44万人。估算的经济资源承载力为1341.87万人，综合资源资源承载力为（约）1121万人。但北疆的土地资源承载力有限，实际人口已超过土地资源承载力71.91万人。1988年至1989年，东疆人口低于相对综合资源人口承载力。2006年的前几年，人口增长快于综合资源人口承载力，相对人口数量处于超载状态。2006年，东疆人口为113.14万人，估算经济资源承载力为152.06万人。人口快速增长对土地资源压力较大，土地资源承载能力已达极限。